# Bolivia en la Copa América 2001
La Selección de Bolivia fue uno de los 12 equipos participantes en la Copa América 2001, torneo que se llevó a cabo entre el 11 y el 29 de julio de 2001 en Colombia.
En el sorteo realizado el 10 de enero de 2001 en Bogotá, la Selección de Bolivia quedó emparejada en el Grupo C junto a Uruguay con quien debutó, Canadá y Argentina. Posteriormente los seleccionados canadiense y argentino fueron reemplazados por Costa Rica y Honduras, respectivamente.

## Enfrentamientos previos
- Fuente:[4]

| Fecha                    | Lugar          |          |                     | Resultado |                      |           |
| ------------------------ | -------------- | -------- | ------------------- | --------- | -------------------- | --------- |
| 16 de agosto de 2000     | Quito          | Ecuador  | Bandera de Ecuador  | 2:0       | Bandera de Bolivia   | Bolivia   |
| 3 de septiembre de 2000  | Río de Janeiro | Brasil   | Bandera de Brasil   | 5:0       | Bandera de Bolivia   | Bolivia   |
| 27 de septiembre de 2000 | San Diego      | México   | Bandera de México   | 1:0       | Bandera de Bolivia   | Bolivia   |
| 8 de noviembre de 2000   | La Paz         | Bolivia  | Bandera de Bolivia  | 1:0       | Bandera de Perú      | Perú      |
| 15 de noviembre de 2000  | La Paz         | Bolivia  | Bandera de Bolivia  | 0:0       | Bandera de Uruguay   | Uruguay   |
| 26 de enero de 2001      | Miami          | Jamaica  | Bandera de Jamaica  | 2:0       | Bandera de Bolivia   | Bolivia   |
| 27 de marzo de 2001      | Bogotá         | Colombia | Bandera de Colombia | 2:0       | Bandera de Bolivia   | Bolivia   |
| 25 de abril de 2001      | La Paz         | Bolivia  | Bandera de Bolivia  | 3:3       | Bandera de Colombia  | Argentina |
| 3 de junio de 2001       | La Paz         | Bolivia  | Bandera de Bolivia  | 5:0       | Bandera de Venezuela | Venezuela |

## Jugadores
D. T.: Carlos Aragonés

| #  | Nombre                 | Posición      | Edad | Club              |
| -- | ---------------------- | ------------- | ---- | ----------------- |
| 1  | Carlos Arias           | Portero       | 21   | Blooming          |
| 2  | José Loayza            | Mediocampista | 24   | Jorge Wilstermann |
| 3  | Marco Sandy            | Defensa       | 29   | Club Bolívar      |
| 4  | Percy Colque           | Defensa       | 24   | The Strongest     |
| 5  | Marcelo Carballo       | Defensa       | 26   | Jorge Wilstermann |
| 6  | Raúl Justiniano        | Mediocampista | 23   | Blooming          |
| 7  | Luis Gatty Ribeiro     | Defensa       | 21   | Club Bolívar      |
| 8  | Franz Calustro         | Mediocampista | 27   | Oriente Petrolero |
| 9  | Joaquín Botero         | Delantero     | 23   | Club Bolívar      |
| 10 | Julio César Baldivieso | Mediocampista | 29   | Cobreloa          |
| 11 | Líder Paz              | Delantero     | 26   | The Strongest     |
| 12 | Hamlet Barrientos      | Portero       | 23   | The Strongest     |
| 13 | Wilson Escalante       | Mediocampista | 24   | Oriente Petrolero |
| 14 | Ronald García Nacho    | Mediocampista | 20   | F.C. Alverca      |
| 15 | Lorgio Álvarez         | Defensa       | 23   | Blooming          |
| 16 | Ronald Raldes          | Defensa       | 20   | Oriente Petrolero |
| 17 | Eduardo Jiguchi        | Defensa       | 30   | Club Bolívar      |
| 18 | Limberg Gutiérrez      | Mediocampista | 23   | Nacional          |
| 19 | Milton Coimbra         | Delantero     | 26   | Oriente Petrolero |
| 20 | Gonzalo Galindo        | Mediocampista | 26   | Jorge Wilstermann |
| 21 | Richard Rojas          | Mediocampista | 26   | The Strongest     |
| 22 | Roger Suárez           | Delantero     | 24   | Oriente Petrolero |

## Participación
- Los horarios corresponden a la hora de Colombia (UTC-5)[nota 1]

### Grupo C
| Equipo     | Pts | PJ | PG | PE | PP | GF | GC | Dif |
| ---------- | --- | -- | -- | -- | -- | -- | -- | --- |
| Costa Rica | 7   | 3  | 2  | 1  | 0  | 6  | 1  | 5   |
| Honduras   | 6   | 3  | 2  | 0  | 1  | 3  | 1  | 2   |
| Uruguay    | 4   | 3  | 1  | 1  | 1  | 2  | 2  | 0   |
| Bolivia    | 0   | 3  | 0  | 0  | 3  | 0  | 7  | -7  |

| 13 de julio de 2001, 18:00 | Bolivia | 0:1 (0:1) | Uruguay       | Estadio Atanasio Girardot, Medellín   |                                       |
|                            |         | Reporte   | Chevantón 64' | Árbitro(s): Mauricio Navarro (Canadá) | Árbitro(s): Mauricio Navarro (Canadá) |

| 16 de julio de 2001, 20:15 | Honduras         | 2:0 (0:0) | Bolivia | Estadio Atanasio Girardot, Medellín    |                                        |
|                            | Guevara 53', 68' | Reporte   |         | Árbitro(s): John Jairo Toro (Colombia) | Árbitro(s): John Jairo Toro (Colombia) |

| 19 de julio de 2001, 18:00 | Bolivia | 0:4 (0:1) | Costa Rica                                  | Estadio Atanasio Girardot, Medellín    |                                        |
|                            |         | Reporte   | Wanchope 45', 71' · Bryce 63' · Fonseca 84' | Árbitro(s): Luis Solórzano (Venezuela) | Árbitro(s): Luis Solórzano (Venezuela) |